# Lager Čelebići

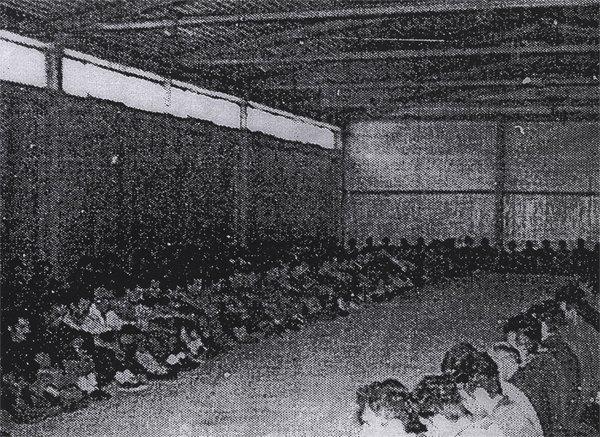
Internierte Serben im Lager Čelebići, 1992.

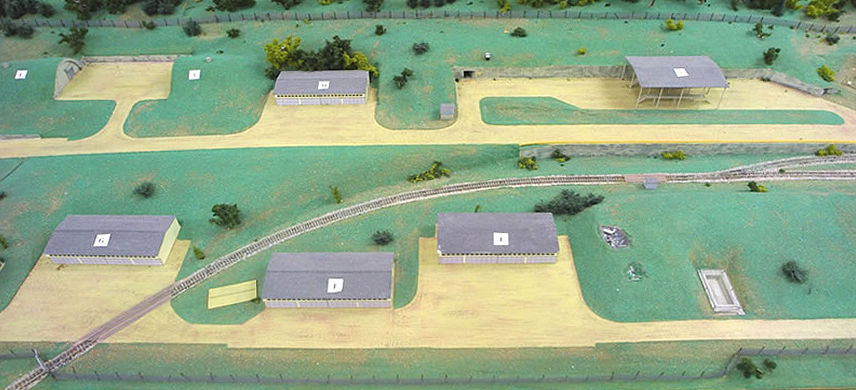
Modell des Lager Čelebići, rekonstruiert als Beweismittel für den Internationalen Strafgerichtshof für das ehemalige Jugoslawien.

Das Gefangenenlager Čelebići befand sich während des Bosnienkrieges in Čelebići, einem Ort in der Gemeinde Konjic in Zentralbosnien. Das Lager, in dem kroatische und bosniakische Soldaten mehrere Hundert Serben gefangen hielten, existierte vom Mai bis Dezember 1992. Laut UN-Bericht wurden in dieser Einrichtung Menschen getötet, gefoltert, sexuell missbraucht, geschlagen und allgemein grausam und unmenschlich behandelt.

## Hintergrund

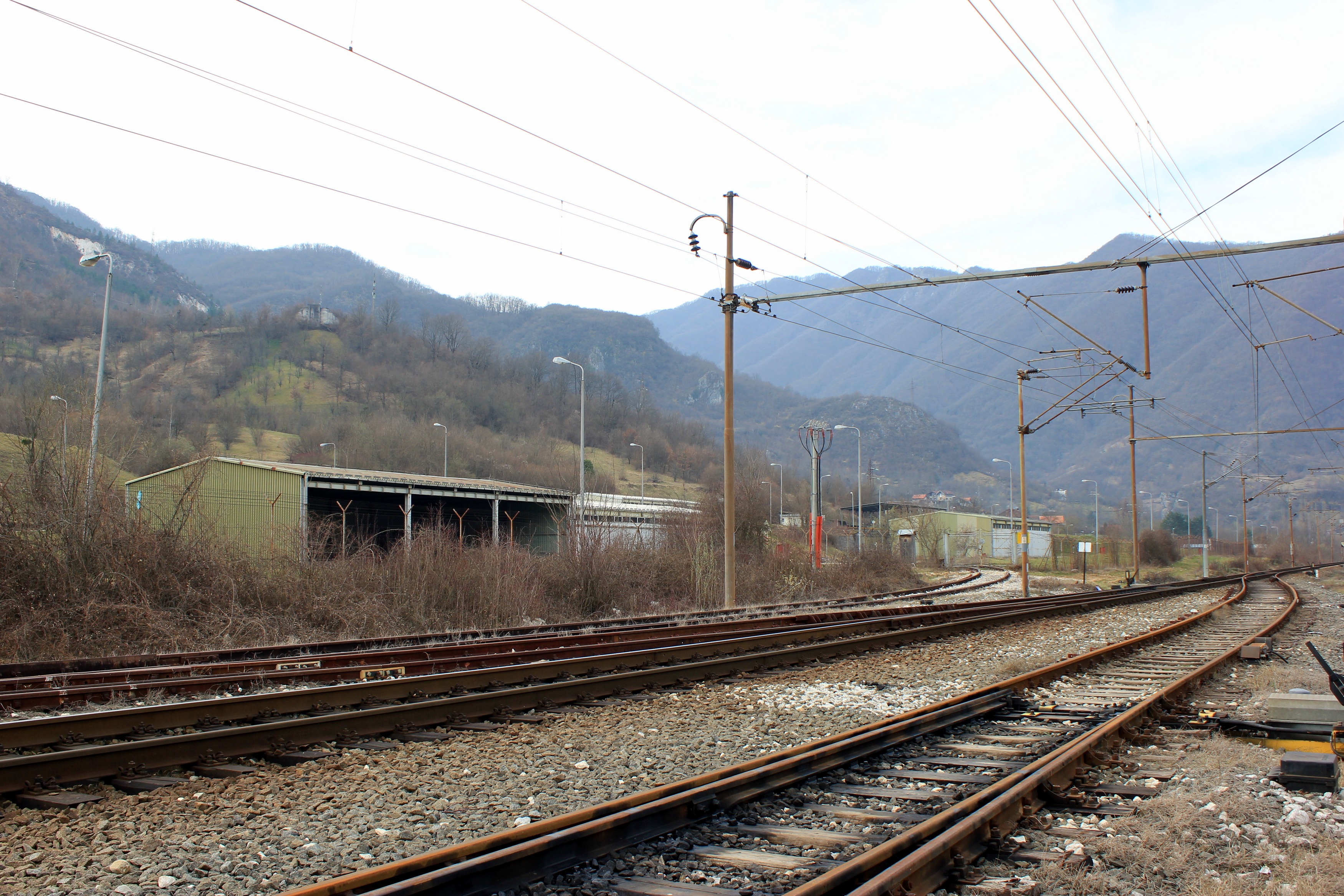
Hallen des ehemaligen Gefangenenlagers an der Bahnstrecke Sarajevo–Ploče (2017)

Während des Bosnienkrieges war die Gemeinde Konjic und insbesondere die Straße zwischen Sarajevo und Mostar über den Ivanpass von vitaler Bedeutung für die bosnischen Regierungstruppen, da sie den einzigen leistungsfähigen Zugang in die belagerte bosnische Hauptstadt darstellten. Bereits zu Beginn des Bosnienkrieges hatten jedoch Einheiten der bosnischen Serben Orte an der Straße zwischen Konjic und dem Pass (z. B. Bradina und Donje Selo) sowie an der Alternativroute über Glavatičevo und die Berge nach Mostar unter ihre Kontrolle gebracht. Am 4. Mai 1992 begannen serbische Truppen zudem von den umliegenden Bergen aus mit Artillerieangriffen auf Konjic. Wiederholt hatten die Konjicer Behörden erfolglos mit den serbischen Einheiten in Bradina und Donje Selo verhandelt, um die Blockade aufzuheben.
Im Mai 1992 attackierten und eroberten schließlich bewaffnete Gruppen der Bosniaken und bosnischen Kroaten verschiedene Dörfer in der Region Konjic, die hauptsächlich von bosnischen Serben bewohnt waren, darunter Bradina und Donje Selo an der Straße nach Sarajevo. Die Angreifer vertrieben die Bewohner aus ihren Häusern und transportierten sie ins Lager Čelebići. 
Der Kroate Zdravko Mucić war als Kommandant des Gefangenenlagers Čelebići für dessen Verwaltung zuständig. Er übte ferner die Aufsicht über alle Gefängniswärter und jene Personen aus, die Zugang zum Lager hatten und dort Leute misshandelten. 1998 wurde er vom Internationalen Strafgerichtshof für das ehemalige Jugoslawien in Den Haag zu sieben Jahren Haft verurteilt, 2001 wurde die Strafe auf neun Jahre angehoben. Stellvertretender Kommandant war der Bosniake Hazim Delić. Ihm konnte auch eine aktive Beteiligung an den Misshandlungen nachgewiesen werden. 1998 wurde er zu 20 Jahren Gefängnis verurteilt, 2001 wurde die Strafe auf 18 Jahre reduziert.